# Abraham Polonsky
Pour les articles homonymes, voir Polonsky et Abraham Polonski.
Abraham Lincoln Polonsky est un scénariste et réalisateur américain, né le 5 décembre 1910 à New York, mort le 26 octobre 1999 à Beverly Hills (Los Angeles).

## Biographie
Dans les années 1950, Abraham Polonsky, victime du maccarthysme, fut inscrit sur la liste noire de Hollywood.

## Filmographie

### comme scénariste
- 1947 : Sang et or (Body and Soul)
- 1947 : Les Anneaux d'or (Golden Earrings)
- 1948 : L'Enfer de la corruption (Force of Evil)
- 1951 : Vendeur pour dames (I Can Get It for You Wholesale)
- 1953 : You Are There (en) (série télé)
- 1959 : Le Coup de l'escalier (Odds Against Tomorrow) sous le nom de John O. Killens
- 1968 : Police sur la ville (Madigan)
- 1969 : Willie Boy (Tell Them Willie Boy Is Here)
- 1979 : Avalanche Express
- 1982 : Monsignor

### comme réalisateur
- 1948 : L'Enfer de la corruption (Force of Evil)
- 1957 : Œdipus Rex
- 1969 : Willie Boy (Tell Them Willie Boy Is Here)
- 1971 : Le Roman d'un voleur de chevaux (Romance of a Horsethief)